# Изложба „Нови чланови” (2004)
Изложба „Нови чланови” се одржала у периоду од 23. фебруара до 1. марта 2004. године у Уметничком павиљону „Цвијета Зузорић”.

## Излагачи

### Сликари
1. Марија Александровић
2. Владимир Антовић
3. Јелена Аранђеловић
4. Тања Бабић
5. Јелена Бојанић
6. Марија Бојовић
7. Јелена Буторац
8. Горан Васиљевић
9. Светлана Величковић
10. Надица Грбић
11. Данка Димитријевић
12. Дамјан Ђаков
13. Вања Ђорђевић
14. Маја Ђуричић
15. Ведрана Ивановић
16. Драган Игњатов
17. Јелена Илић
18. Верица Миловановић Илић
19. Леда Јанковић
20. Тијана Кнежевић
21. Јелена Кривокапић
22. Јелена Крстић
23. Александар Лазовић
24. Олгица Лазаревић
25. Владимир Лалић
26. Предраг Лојаница
27. Маја Марковић
28. Никола Марковић
29. Ранка Марковић
30. Светлана Марковић
31. Тања Мијаиловић
32. Милица Милићевић
33. Тамара Недељковић
34. Катарина Несторовић
35. Александар Остић
36. Марија Петковић
37. Ранко Пецикозић
38. Драгана Радомировић
39. Татјана Смољанић
40. Милица Симоновић
41. Милица Црњобрња
42. Данијела Цветковић

### Вајари
1. Данијела Анђелковић
2. Гордана Белић
3. Миодраг Варгић
4. Марко Вукша
5. Иван Грачнер
6. Милица Даниловић
7. Драган Ђорђевић
8. Каћа Јанковић
9. Дејан Јовић
10. Магдалена Миочиновић
11. Јулијана Протић
12. Урош Тодоровић
13. Марија Ћирак

### Графичари
1. Јасмина Алексић
2. Алан Бећири
3. Јованка Јелић
4. Миомир Јовановић
5. Надежда Марковски
6. Владимир Милановић
7. Мирјана Недељковић
8. Милош Поповић
9. Светлана Иванов Соковић
10. Ана Станковић

### Проширени медији
1. Новица Бабовић
2. Срђан Вељовић
3. Барбара Гутман
4. Весна Ћуричић
5. Синиша Илић
6. Ружица Митровић
7. Драган Папић
8. Јелена Радић
9. Бојана Ромић
10. Зоран Станаревић
11. Ивана Стојаковић
12. Миладин Чолаковић